# Mussaenda densiflora
Mussaenda densiflora är en måreväxtart som beskrevs av Hui Lin Li. Mussaenda densiflora ingår i släktet Mussaenda och familjen måreväxter. Inga underarter finns listade i Catalogue of Life.